# Смирнов, Николай Александрович (историк)
Никола́й Алекса́ндрович Смирно́в (2(14) августа 1896, Ковно — 22 июля 1983, Москва) — советский востоковед (исламоведение, кавказоведение, османистика), историк науки. Доктор исторических наук (1941), профессор (1942).

## Биография
Участник Первой мировой и Великой Отечественной войн.
В 1924 году окончил Московский институт востоковедения.
Кандидат исторических наук (1935), доцент (1934).
В МГУ преподавал с 1939 года, в том числе заведующий кафедрой истории стран Ближнего и Среднего Востока Института восточных языков (1956—1960), директор ИВЯ (1956—1958).
Заведующий кафедрой востоковедения (1939—1940), декан исторического отделения (1940—1941) Московского института философии, литературы и искусства.
Читал лекции по исламоведению, истории религии народов Турции.

## Научные труды
Автор около 70 работ по вопросам ислама, истории исламоведения, истории российско-турецких отношений, истории востоковедения.

### Монографии
- Лекции по истории Востока в Средние века. — М., 1935.
- Россия и Турция в XVI—XVII вв. — В 2-х тт. — М., 1946.
- Очерки истории изучения ислама в СССР. — М., 1954.
- Политика России на Кавказе в XVI—XIX вв. — М., 1958.

### Статьи
- Смирнов Н. А. Ислам и основы его учения // Наука против религии: В 3 кн. Кн. 2: Общество и религия / Ред. коллегия: П. Н. Федосеев и др.; АН СССР. Ин-т философии. Акад. обществ. наук при ЦК КПСС. Ин-т науч. атеизма; Отв. ред. Э. А. Асратян. — М.: Наука, 1967. — С. 207 — 228. — 506 с.
- Смирнов Н. А. Пятьдесят лет советского исламоведения // Вопросы научного атеизма. Вып. 4. Победы научно-атеистического мировоззрения в СССР за 50 лет / Акад. обществ. наук ЦК КПСС. Ин-т научного атеизма. — М.: Мысль, 1967. — С. 406—426. — 463 с. — 22 000 экз.